# 로나 토렌티노

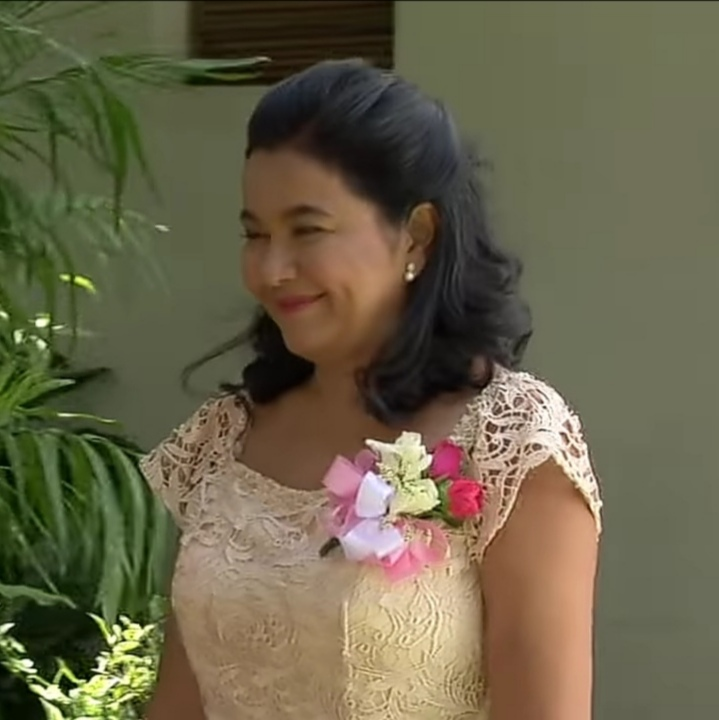

로나 토렌티노(Lorna Tolentino, 1961년 12월 23일 ~ )는 필리핀의 배우, 희극 배우이다.

## 영화
- 크레이지 뷰티풀 유 (2015년)
- # 왈랑 포레버 (2015년)
- 마그니피코 (2003년)
- 긴급호출 (1995년) - 니키 역
- 밤의 마닐라 (1980년)